# NASCAR Rumble
NASCAR Rumble — компьютерная игра в жанре автосимулятора. Игра создавалась для PS1. Релиз игры состоялся в 2000-м году.

## Геймплей
В игре есть 4 режима.

### Одиночная гонка
Обычная гонка с участием 6 пилотов.

### Разборки
В гонке 2 участника, включая игрока.

### На время
Гонка в 4 круга. Игрок пытается установить рекорд, проехав круг за как можно более короткое время.

### Чемпионат
Несколько гонок с участием 6 пилотов на различных трассах. Выигрывая чемпионат, можно открыть новые автомобили и трассы.
В игре доступны различные бонусы (усиления), которые может использовать каждый участник гонки. Бонусы можно отключить в настройках. Список бонусов:
- Нитро. Увеличивает максимальную скорость на 20 миль в час.
- Bold tires. Улучшает управляемость.
- Масляное пятно. Уменьшает управляемость тому, кто на него наедет.
- Плохой газ. Снижается скорость.
- Джокер. Случайным образом активирует один из предыдущих четырёх бонусов.
- Торнадо. Появляется торнадо, который разбрасывает идущие впереди автомобили.
- Шторм. Над машиной водителя, который едет перед Вами, образуется грозовое облако. Это облако уменьшает видимость.
- Большой грохот. В передней части автомобиля появляется красный бампер. При столкновении с этим бампером машины соперников отскакивают.
- Непобедимый. Плохие бонусы на Вас не действуют.
- Заморозка. Замораживает гонщика, который едет перед Вами.

## Отзывы и критика
Игра получила, в основном, положительные отзывы.
| Сводный рейтинг    | Сводный рейтинг |
| Агрегатор          | Оценка          |
| ------------------ | --------------- |
| GameRankings       | 80,62 %         |
| Иноязычные издания |                 |
| Издание            | Оценка          |
| GameRevolution     | B-              |
| GameSpot           | 6,9/10          |
| IGN                | 8/10            |